# Académie de marine d'Azerbaïdjan
L’Académie de marine d'Azerbaïdjan est une université publique située à Bakou, en Azerbaïdjan.

## Histoire
L'enseignement de la marine en Azerbaïdjan est ordonné depuis novembre 1881. Dans le matériel documentaire des archives historiques du gouvernement central de la République d'Azerbaïdjan, il y a un rapport du chef du département de la région du Caucase sur l'ouverture de la classe de la marine à Bakou le 21 novembre 1881. Le quota de base des classes de Marine de Bakou est composé de matelots adultes - stagiaires.
L'année académique a duré du 1er novembre au 1er avril (période de fermeture de la navigation vers Astrakhan, lorsque la flotte à vapeur de base et une partie de la flotte à voile étaient en hivernage dans le port de Bakou). Chaque année, 25 à 30 navigateurs, 15 à 18 skippers diplômés des classes marines.
En 1896, lors des cours de marine, les cours de mécanique des navires à vapeur (par la suite - école d'ingénieurs de la marine) étaient ouverts. De nombreux marins en probation ont reçu une formation maritime dans des cours de marine. Les classes marines de Bakou depuis le 1er juillet 1902 ont été réformées en l'école de navigation maritime de Bakou de l'enseignement de 3 ans. Simultanément, dans une école, l'école préparatoire de la marine a été organisée. Depuis le 1er octobre 1921, à l’école technique de transport par eau de Bakou, des cours du soir ont été organisés et l’école technique des transports par eau qui a été supprimée a été ouverte. Selon l’ordonnance du Département central des transports maritimes du Comité de la communication populaire depuis le 1er octobre 1924, l’école technique de Bakou a ouvert pour la première fois le secteur de l’Azerbaïdjan.
En mars 1930, le gouvernement a accepté la décision de réorganiser toutes les écoles techniques industrielles par un principe de branche et depuis le 1er septembre 1930, l'École technique de Bakou de la communication des voies navigables a été réorganisée à l'École technique marine de Bakou et en mars 1994 à la Marine de Bakou Université. Sur la base de l'École technique marine de Bakou par la tâche du Grand Leader Haydar Aliyev, par la décision du Cabinet des ministres de la République d'Azerbaïdjan № 91, en date du 15 juillet 1996, l'Académie nationale de la marine d'Azerbaïdjan a été créée. Ayant été la nouvelle direction de l'éducation, elle est devenue la seule école supérieure qui forme les marins qualifiés à travailler sur des navires marchands.
Actuellement, l'Académie compte 12 départements:
- La navigation
- Centrales marines
- Équipement électrique du navire
- Construction et réparation navales
- Économie du transport maritime
- Automatisation du navire et radioélectronique
- Géographie marine et installations hydrotechniques
- Les humanitaires
- Mécanique appliquée
- Les langues
- Sciences exactes
- Culture physique et sports.

86 professeurs-enseignants travaillent dans ces départements, dont 1 académicien, 9 docteurs en sciences, professeurs, 20 candidats aux sciences, chargés de cours, 29 professeurs seniors et 21 assistants.